# Matthew Lund
Matthew Charles Lund (Manchester, 21 novembre 1990) è un calciatore inglese naturalizzato nordirlandese, centrocampista del Salford City.

## Caratteristiche tecniche
È un interno di centrocampo.

## Carriera

### Club
Ha giocato 12 partite nella seconda divisione inglese con il Burton Albion.

### Nazionale
Ha giocato nella nazionale nordirlandese Under-21.
Ha giocato 3 partite con la nazionale maggiore nordirlandese.